# Liste von Parkanlagen in New York City

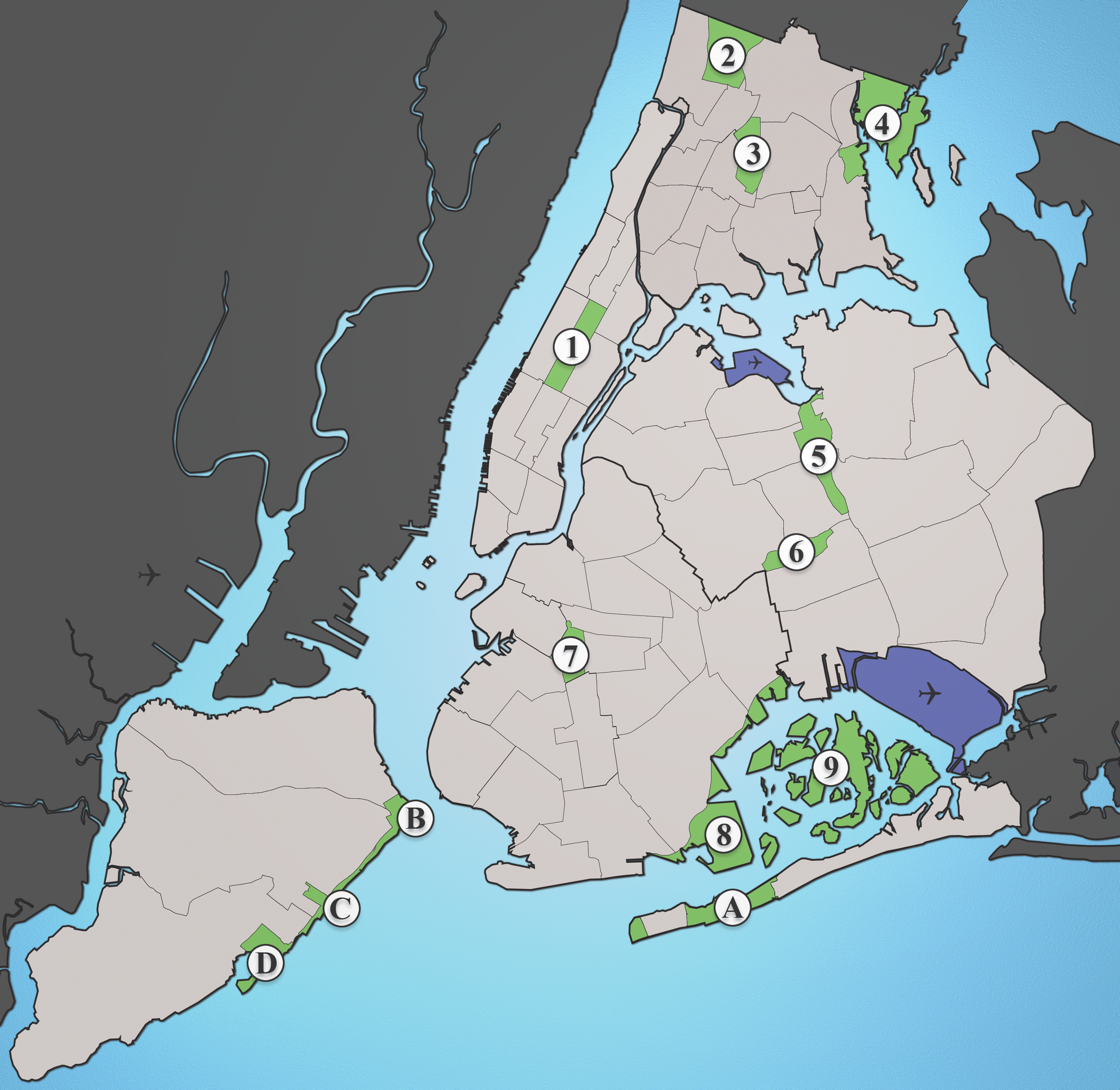
Karte der wichtigsten Parks New York City: 1) Central Park, 2) Van Cortlandt Park, 3) Bronx Park, 4) Pelham Bay Park, 5) Flushing Meadows Park, 6) Forest Park, 7) Prospect Park, 8) Floyd Bennett Field, 9) Jamaica Bay, A) Jacob Riis Park and Fort Tilden, B) Fort Wadsworth, C) Miller Field, D) Great Kills Park

In dieser Liste sind die Parkanlagen der Stadt New York aufgeführt.
In New York City gibt es drei Behörden, die für die Verwaltung und Pflege der Parks zuständig sind. Bei diesen Behörden handelt es sich um:
- US National Park Service (NPS) – Zuständig für die Verwaltung der US-Nationalparks und anderer Naturschutzgebiete und Gedenkstätten (Federal)
- New York State Office of Parks, Recreation and Historic Preservation (NYSP) – Zuständig für die Verwaltung der New York State Parks (State)
- New York City Department of Parks and Recreation (DPR) – Zuständig für die Parks der Stadt New York (Municipal)

Weiterhin gibt es einige Parks in der Stadt die privat verwaltet werden. Die bekanntesten sind der Bryant Park und der Gramercy Park in Manhattan. Der Zugang zu diesen privaten Parks kann eingeschränkt sein.

## Die zehn größten Parks der Stadt
1. Pelham Bay Park, Bronx, 11,2 km²
2. Staten Island Greenbelt, Staten Island, 7,2 km²
3. Van Cortlandt Park, Bronx, 4,6 km²
4. Flushing Meadows-Corona Park, Queens, 3,6 km²
5. Central Park, Manhattan, 3,4 km²
6. Fresh Kills Park, Staten Island, 3,3 km²
7. Marine Park, Brooklyn, 3,2 km²
8. Bronx Park, Bronx, 2,9 km²
9. Alley Pond Park, Queens, 2,7 km²
10. Franklin D. Roosevelt Boardwalk, South and Midland Beaches, Staten Island, 2,6 km²

## Liste der Parks nach Stadtteilen

### Bronx
- Bronx Park
- Claremont Park
- Roberto Clemente State Park
- Crotona Park
- Devoe Park
- Ferry Point Park
- Henry Hudson Park

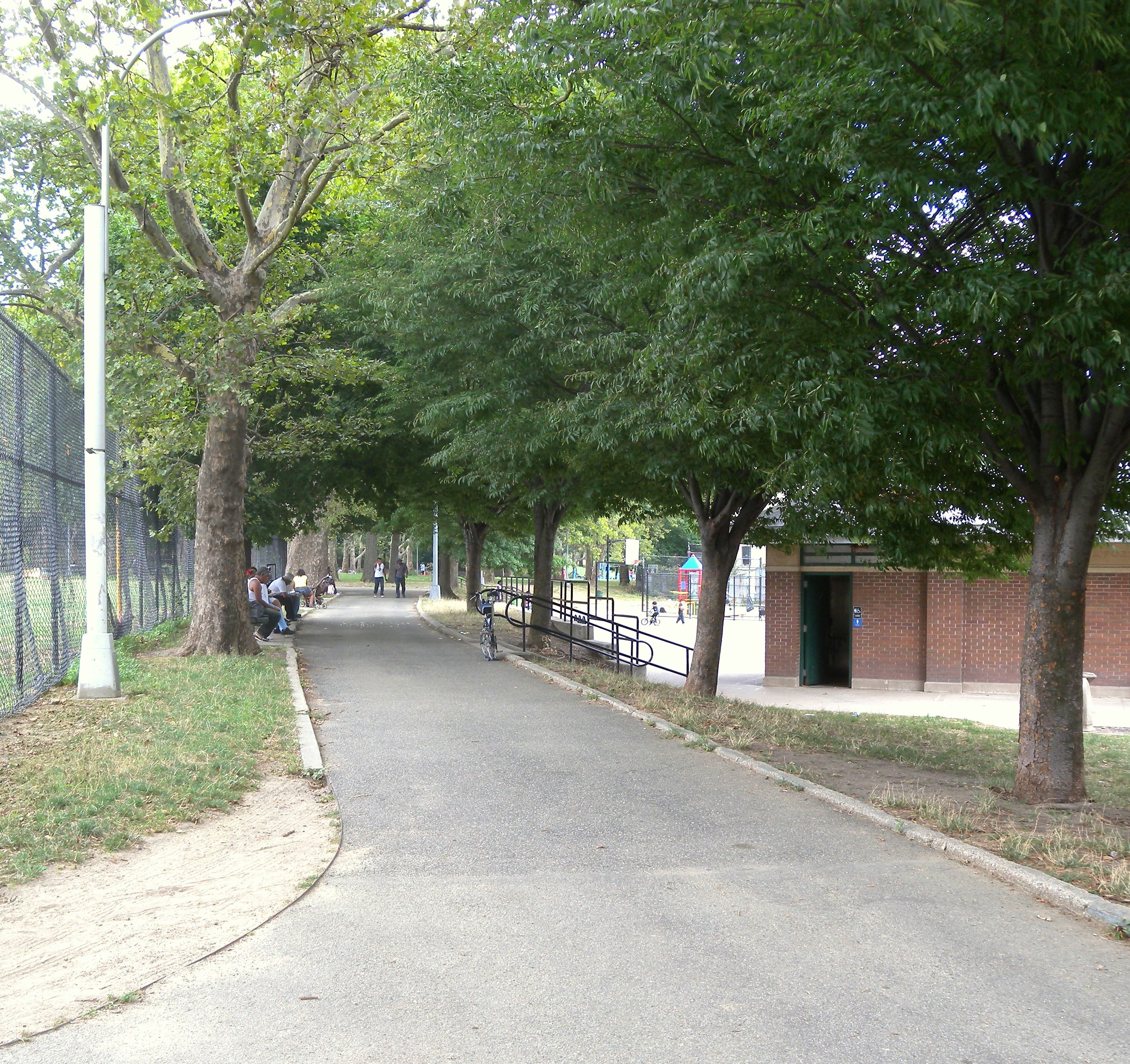
St. Mary’s Park

- Julius Richman Park (ehemals Echo Park)
- Pelham Bay Park
- Playground 52
- Soundview Park
- Saint Mary’s Park
- University Woods
- Van Cortlandt Park

### Brooklyn
- Amersfort Park
- Bensonhurst Park
- Breukelen Ballfields Park
- Brooklyn Bridge Park
- Brower Park
- Bushwick Park
- Byrne Park
- Cadman Plaza

- Canarsie Beach Park
- Carroll Gardens

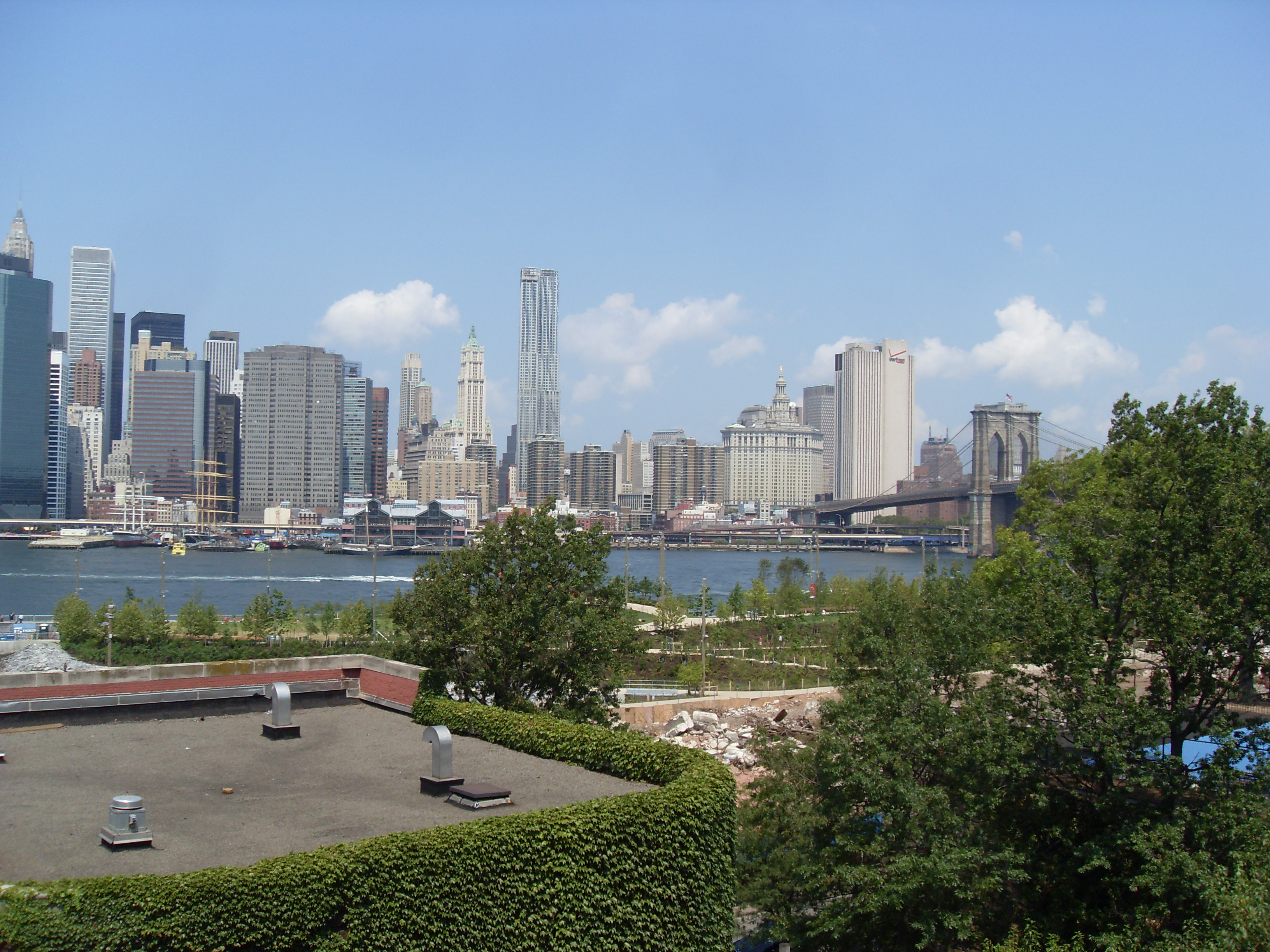
Brooklyn Bridge Park

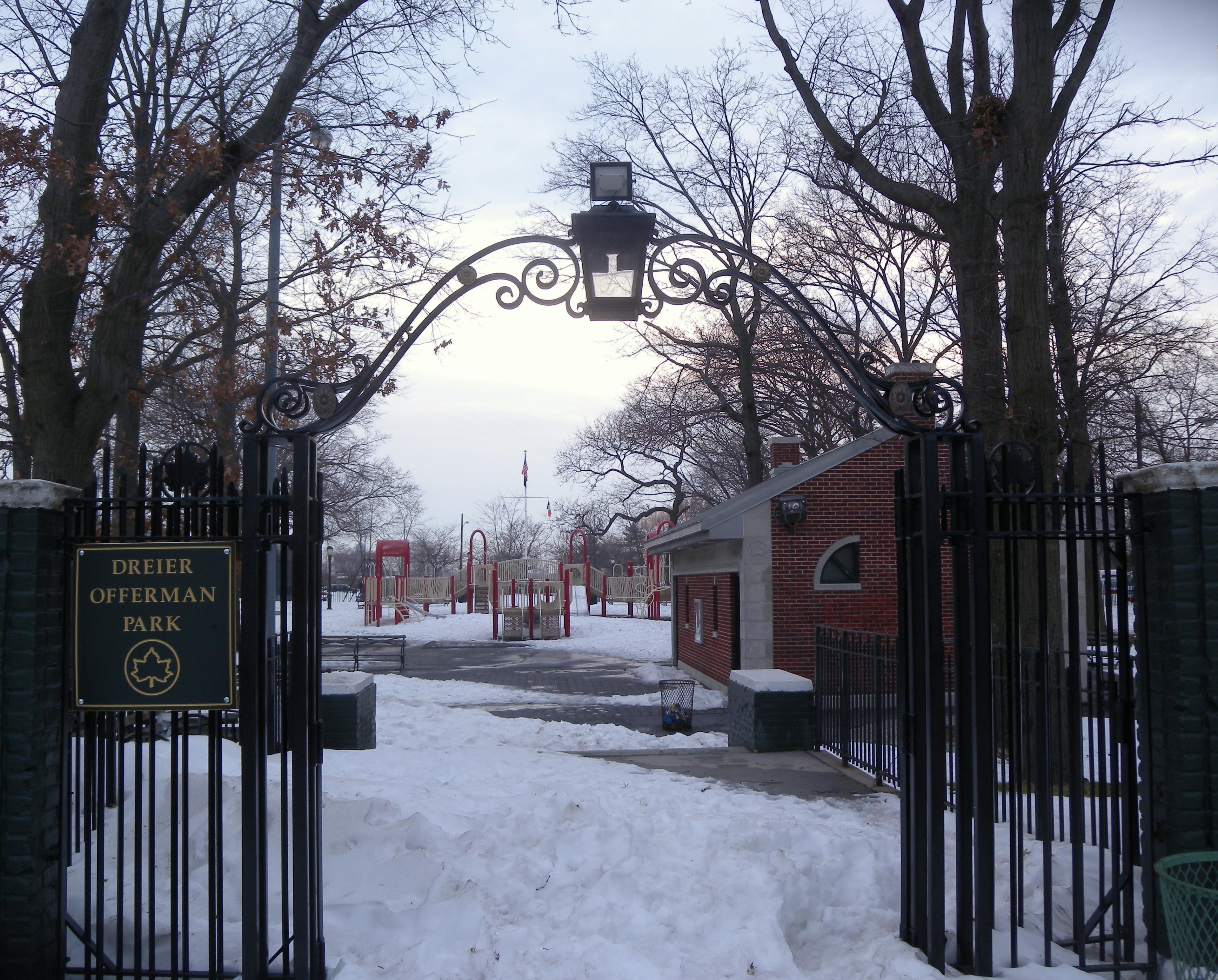
Dreier-Offerman Park

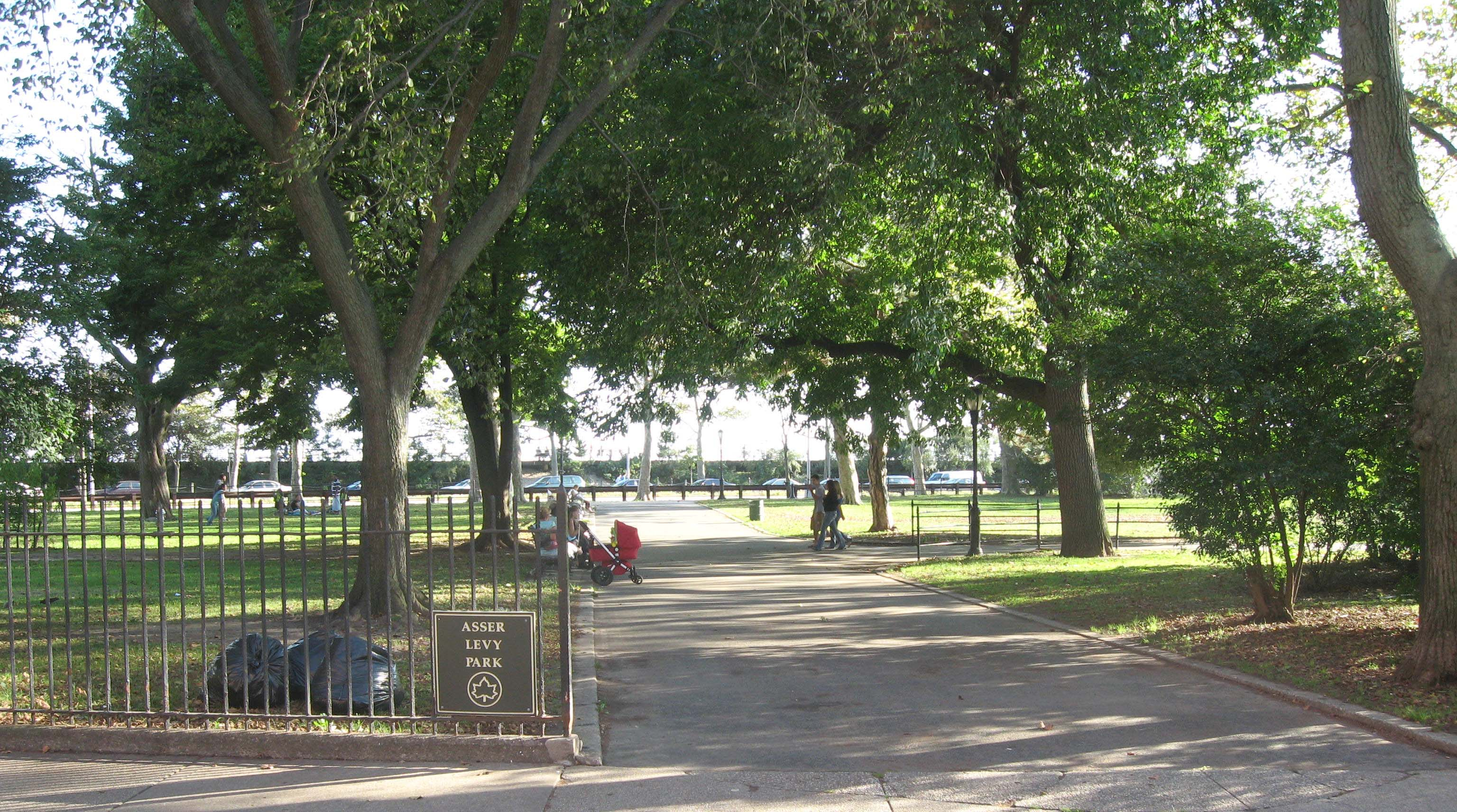
Asser Levy park, Coney Island

- Calvert Vaux Park (ehemals Dreier-Offerman Park)
- Continental Army Plaza
- Dyker Beach Park
- Empire-Fulton Ferry State Park
- Fort Greene Park
- Frank M Charles Memorial Park (Brooklyn)

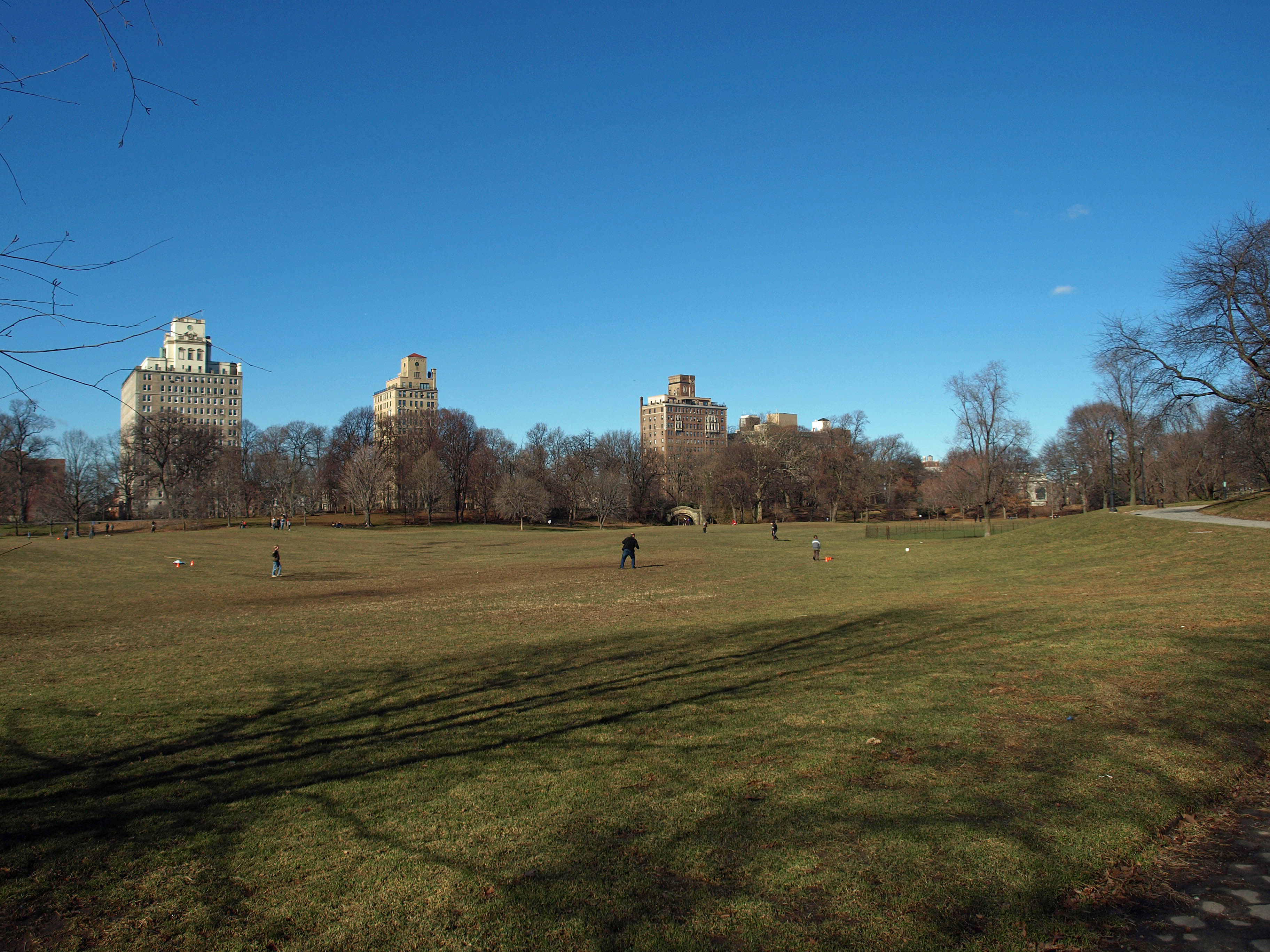
Prospect Park

- Gravesend Park
- Herbert Von King Park
- J.J Byrne Park
- Kelly Park
- Leon S Kaiser Playground
- Lincoln Terrace Park
- Linton Park
- Manhattan Beach Park
- Marine Park
- Martha P. Johnson State Park[3]
- McCarren Park
- McGolrick Park
- McKinley Park
- Mount Prospect Park
- Owl’s Head Park

- Prospect Park
- Red Hook Park
- Red Hook Playground
- Seaside Park
- Seth Low Park
- Spring Creek Park
- St. Johns Park
- Sunset Park
- Tompkins Park

### Manhattan
- Abingdon Square Park

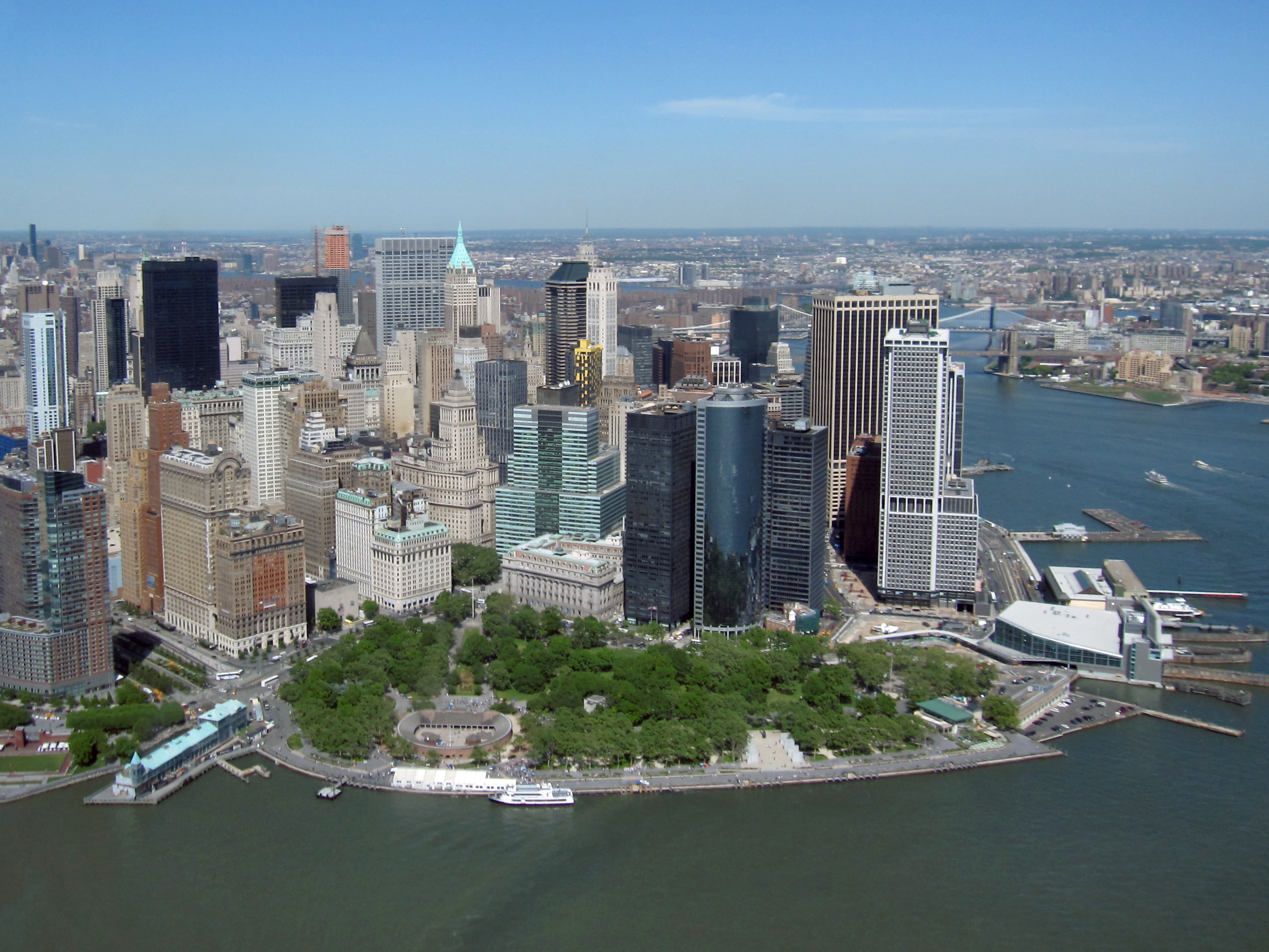
Luftbild vom Battery Park

- Albert Capsouto Park (ehemals CaVaLa Park)
- Battery Park
- Bennett Park
- Bowling Green (ältester Park der Stadt)
- British Memorial Garden
- Bryant Park
- Carl Schurz Park
- Central Park
- City Hall Park
- Collect Pond Park

- Columbus Park
- Dag Hammarskjöld Plaza
- Damrosch Park (Lincoln Center)
- Dante Park
- DeWitt Clinton Park
- Drumgoole Plaza
- Duane Park
- Duffy Square
- East River Park
- Finn Square
- Foley Square
- Fort Tryon Park
- Fort Washington Park
- Gramercy Park
- Hamilton Fish Park
- High Line
- Highbridge Park
- Horace Greeley Square

- Hudson River Park
- Inwood Hill Park
- J. Hood Wright Park
- Jackson Square Park
- John Jay Park
- Juan Pablo Duarte Square
- Liberty Park
- Madison Square Park
- Marcus Garvey Park
- Morningside Park
- Murphy’s Brother’s Playground
- Paley Park
- Peter Cooper Park
- Ralph Bunche Park
- Randall’s Island
- Richard Tucker Square
- Riverbank State Park
- Riverside Park
- Robert Moses Playground
- Roosevelt Triangle
- Sakura Park

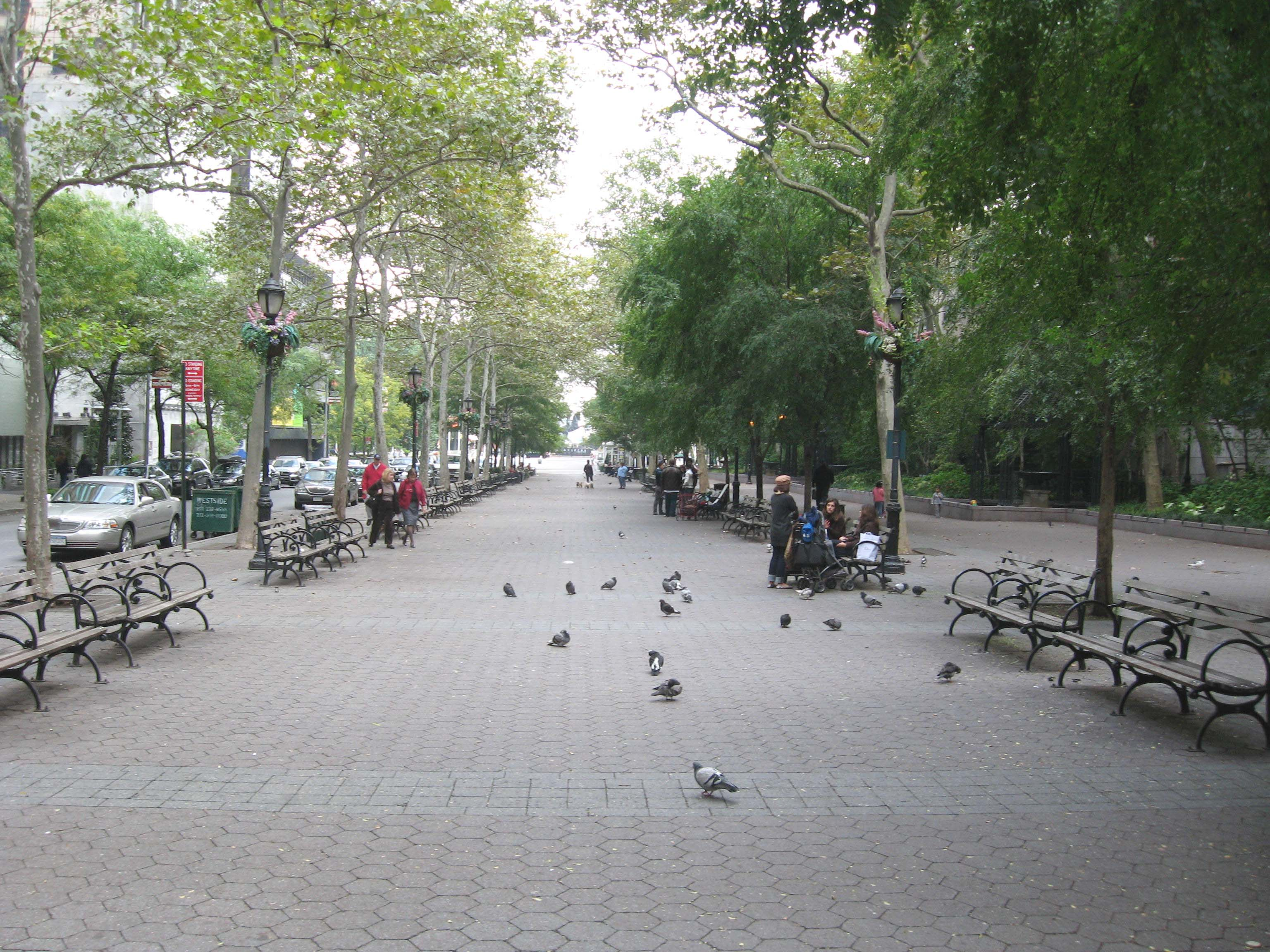
Dag Hammarskjöld Plaza

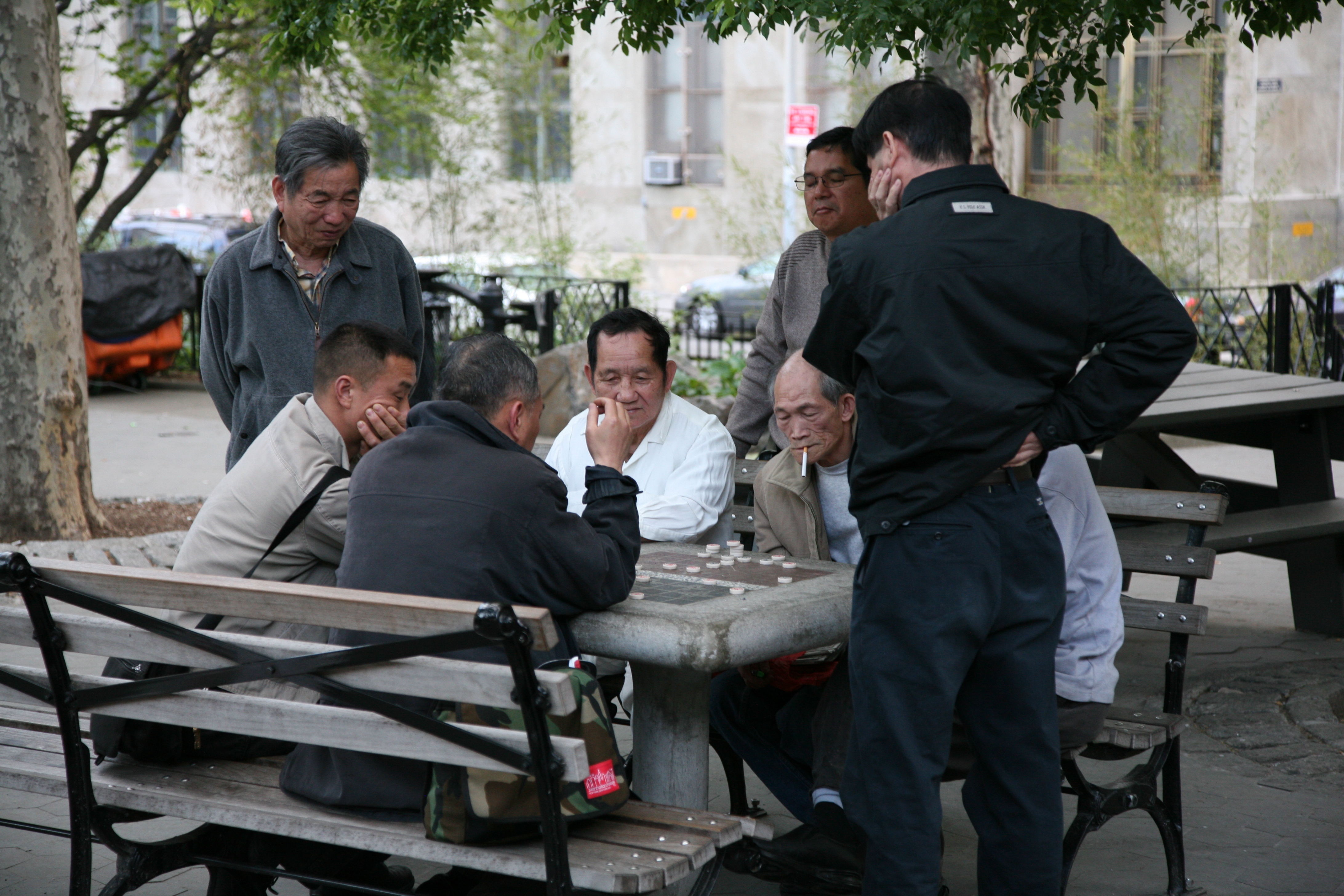
Columbus Park

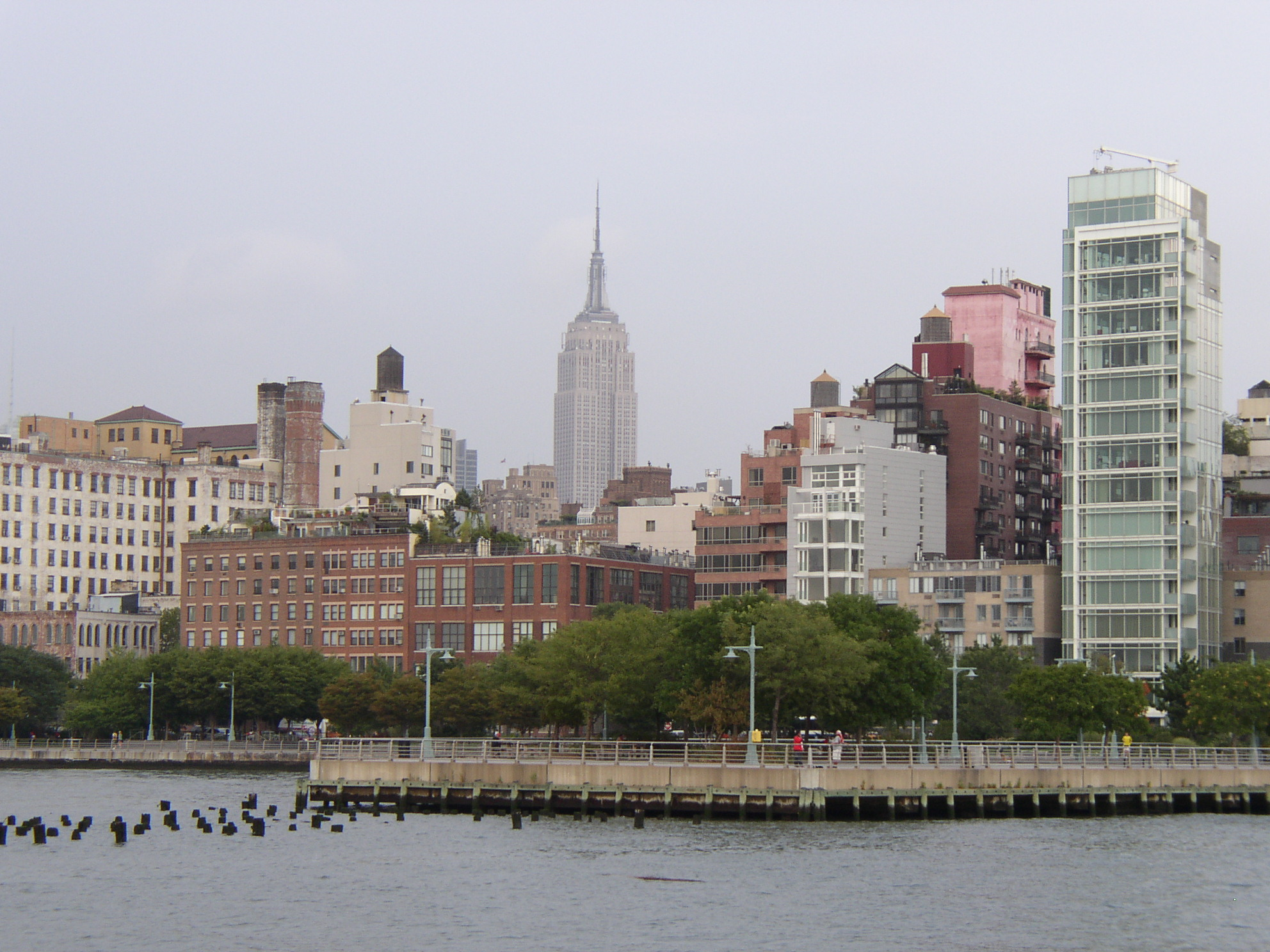
Hudson River Park

- Samuel N. Bennerson 2nd Playground
- Sara Delano Roosevelt Park
- Septuagesimo Uno
- Sheridan Square
- Sherman Square
- St. Nicholas Park
- Straus Park
- Stuyvesant Square
- Swindler Cove Park
- Theodore Roosevelt Park
- Thomas Paine Park
- Tompkins Square Park

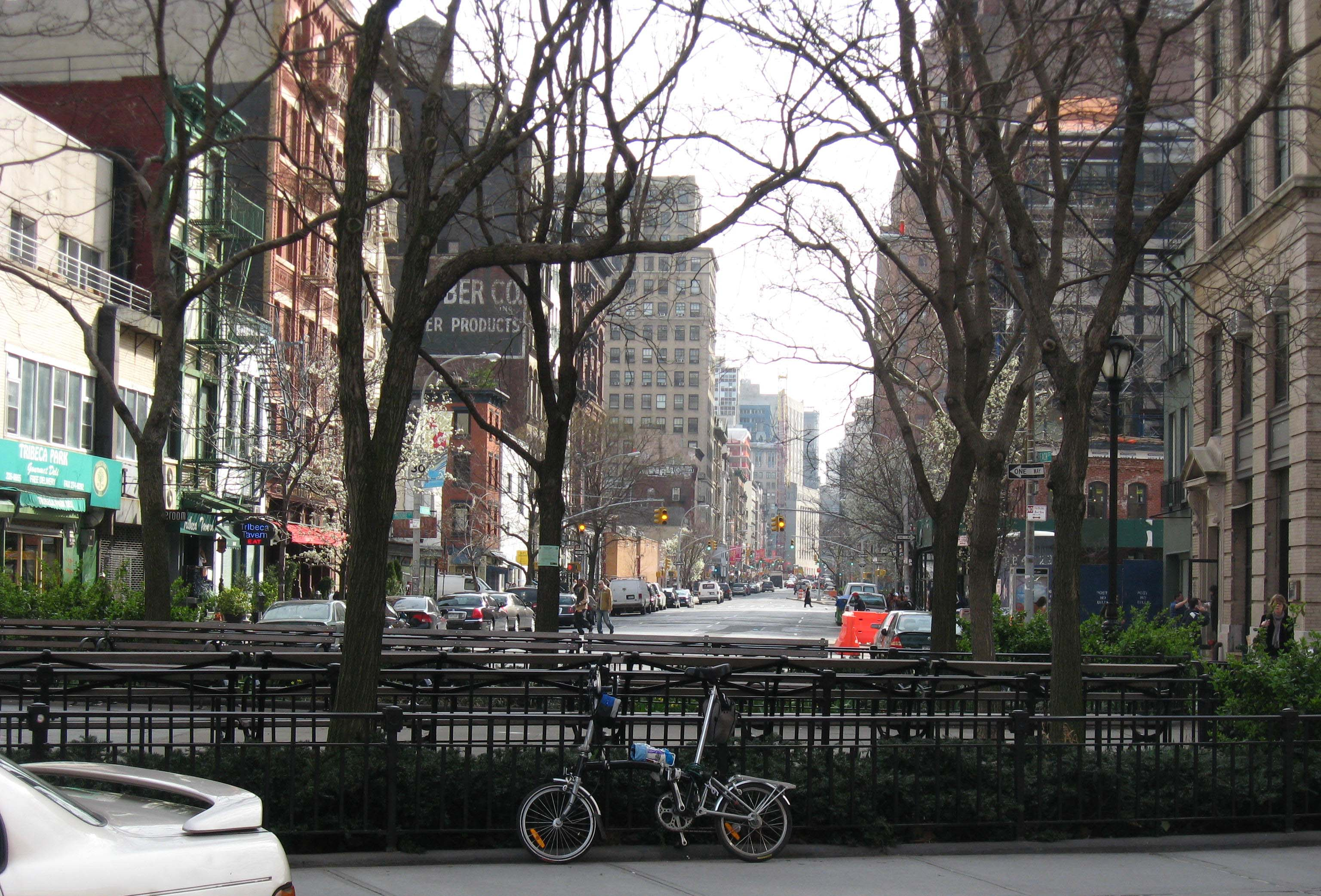
Tribeca Park

- Tribeca Park (auch bekannt als Beach Street Park)
- Union Square
- Verdi Square
- Wards Island Park
- Washington Market Park
- Washington Square Park
- Winston Churchill Park
- Worldwide Plaza
- Zuccotti Park (auch bekannt als Liberty Plaza)

### Queens

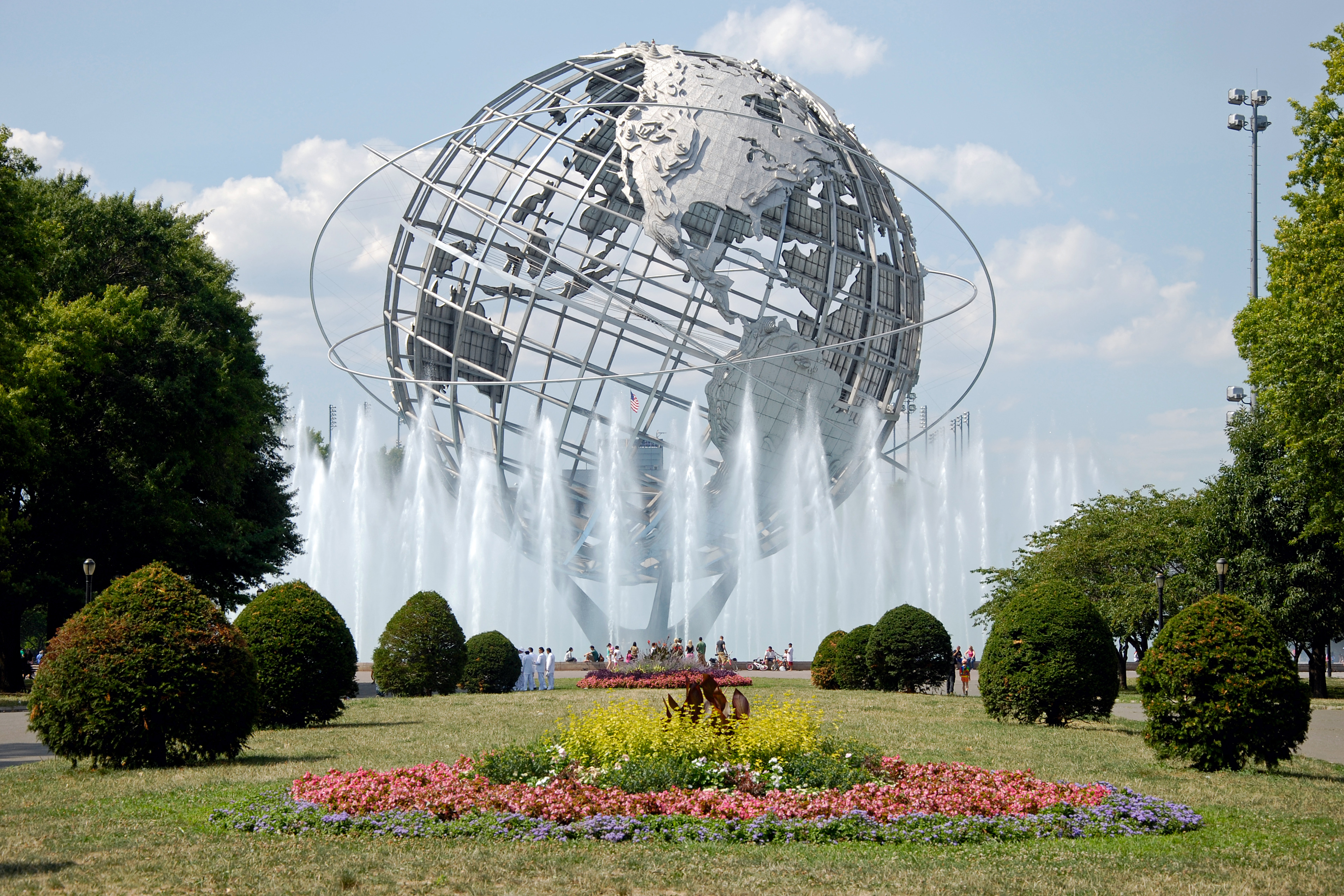
Flushing Meadows Park mit der Unisphere

- Alley Pond Park
- Astoria Park
- Baisley Pond Park
- Brookville Park
- Clearview Park
- Cunningham Park
- Doughboy Park

- Flushing Meadows-Corona Park
- Forest Park
- Frank Golden Memorial Park
- Gantry Plaza State Park
- Jacob Riis Park
- Juniper Valley Park
- Kissena Park
- Liberty Park
- Little Bay Park
- Major Mark Park
- Maurice Park
- Oakland Lake
- Roy Wilkens Park
- Rainey Park
- Rockaway Beach and Boardwalk
- Rufus King Park
- Springfield Park

### Staten Island

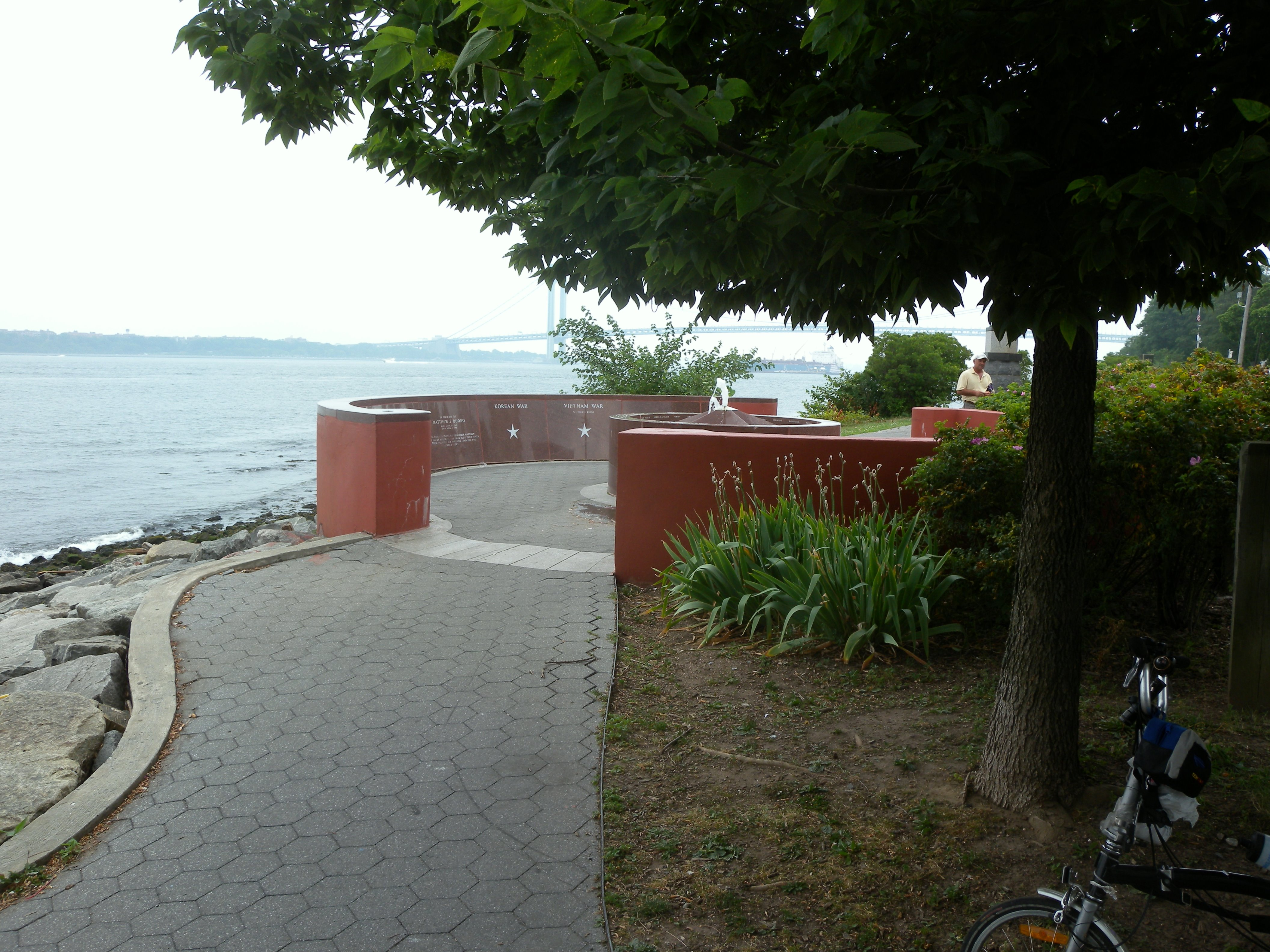
Buono Beach Park

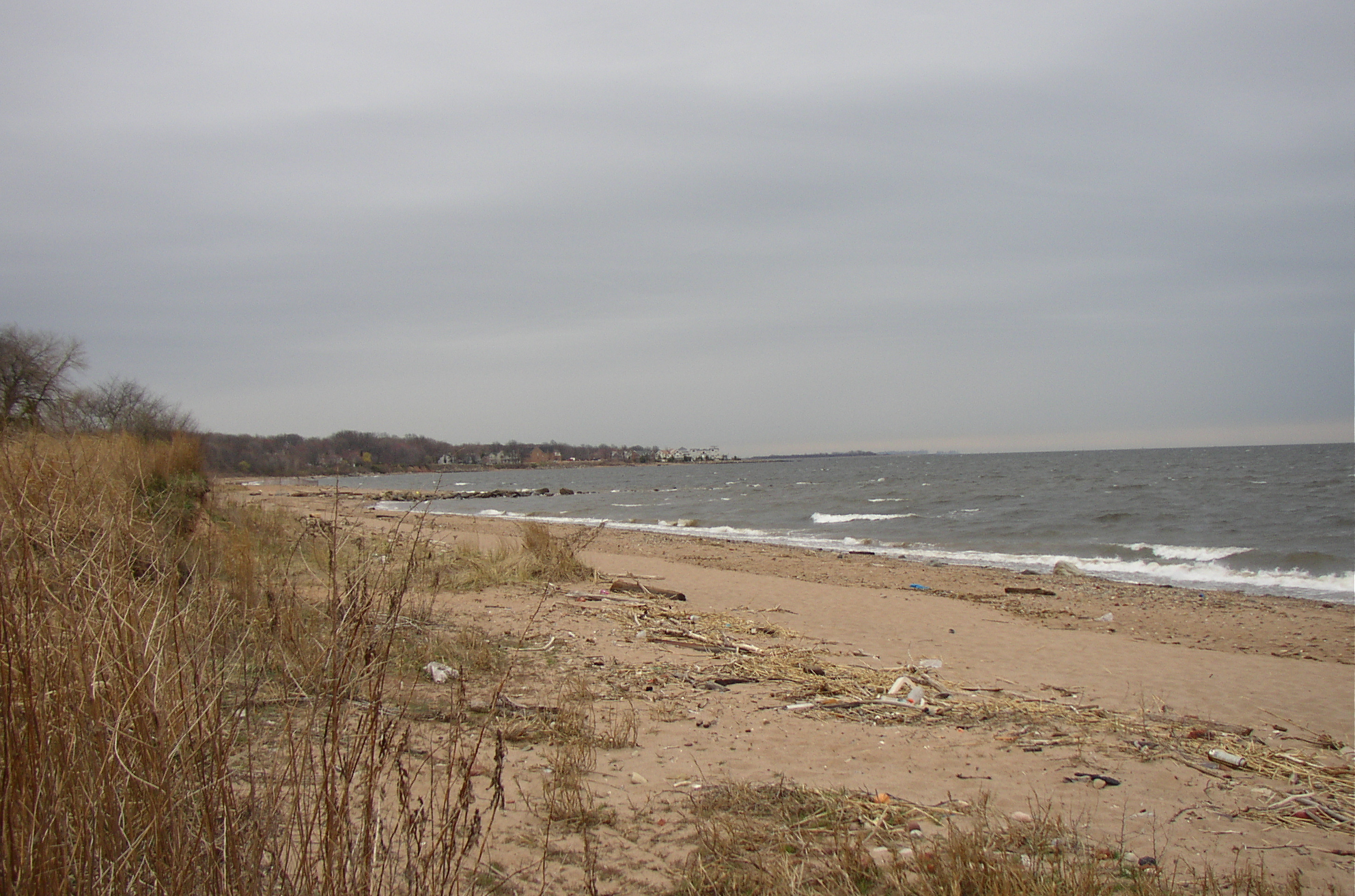
Strand im Wolfe’s Pond Park

- Aesop Park
- Amundsen Circle
- Austen House Park
- Bloomingdale Park
- Blue Heron Park Preserve
- Bradys Park

- Buono Beach
- Conference House Park
- Clove Lakes Park
- Franklin D. Roosevelt Boardwalk
- Fresh Kills Park
- Great Kills Park
- High Rock Park Preserve
- Lemon Creek Park
- Long Pond Park
- Midland Beach
- Miller Field
- Silver Lake Park
- Staten Island Greenbelt
- South Beach
- Tappen Park
- Willowbrook Park

- Wolfe’s Pond Park